# Majimoto (Serengeti)
Majimoto è una circoscrizione mista (rural ward) della Tanzania situata nel distretto di Serengeti, regione del Mara. Conta una popolazione di 10 489 abitanti (censimento 2012).